# Johann Schott (Theologe)
Johann Schott (* 16. April 1746 in Marktleugast; † 29. April 1798 in Bamberg) war ein deutscher römisch-katholischer Theologe, Kirchenrechtler und Hochschullehrer.

## Leben
Schott besuchte von 1758 bis 1763 das Bamberger Gymnasium. Anschließend studierte er an der Universität Bamberg, außerdem wurde er Kanoniker am Stift St. Jakob. Am 6. September 1764 erhielt er den Grad eines Bakkalaureus der Philosophie. Zum Magister der Philosophie wurde er am 6. September 1765 graduiert. Dieser wurde später als Doktor der Philosophie geführt. Nachdem er das Studium der Theologie durchlaufen hatte, wurde er am 26. August 1771 Bakkalaureus der Theologie.
Schott wurde im November 1776 Professor des Kirchenrechts. Im April 1778 erfolgte seine Promotion zum Lic. iur., im Mai 1778 die zum Doktor beider Rechte. Im Oktober wurde er fürstbischöflicher Geistlicher Rat. Er war ab 1780 Mitglied und Referent der Schulkommission Bamberg sowie ab 1782 Mitglied der Kommission zur Prüfung der Theologiekandidaten zur Aufnahme in den Klerus. 1784 wurde ihm außerdem das Amt des Direktors der Universitätsbibliothek Bamberg übertragen. 1788/189 vertrat er außerdem die Professur des Staatsrechts.
Schott wurde am 23. Juli 1792 Dekan des Bamberger Kollegiatstifts St. Jakob. Am 12. April 1795 trat er von seiner Professur zurück. In diesem Zug wurde er zum Geheimen Rat ernannt.

## Werke (Auswahl)
- De Legatis Natis, Klietsch, Bamberg 1778.
- De iure perpetuae legationis apostolicae per dioeceses Bambergensem, Ratisbonensem et Misnensem Archiepiscopo Pragensi haud competente, Klietsch, Bamber 1781.
- Bemerkungen über das Resultat des Embser Congresses, Bonn 1787.